# ルイス・スタンフィル
ルイス・スタンフィル（Louis Stanfill、1985年5月30日 - ）は、アメリカ合衆国のラグビー選手。

## プロフィール
- アメリカ・カリフォルニア州サクラメント出身。
- ポジションはフランカー(FL)。
- 身長 191cm、体重 110kg
- アメリカ代表キャップは56（2020年7月現在）でラグビーワールドカップ2007・ラグビーワールドカップ2011・ラグビーワールドカップ2015のアメリカ代表に選ばれた[1]。

## 略歴
モリアーノ、ヴィチェンツァ、オースティン・ギルグロニスを経て、2019年、サンディエゴ・リージョンに加入。 